# Долгий уикенд (фильм, 1978)
«Долгий уикенд» (англ. Long Weekend) — австралийский художественный фильм 1978 года, психологический триллер Колина Эгглстона о супружеской паре, вступающей в противостояние с враждебной им дикой природой на побережье. Премьера состоялась на кинофестивале в Сиджесе в октябре 1978 года.
Фильм включается в раздел хоррора в австралийском кино в коллекции Национального архива фото- и аудиодокументов. Он также входит в число картин, анализируемых в историческом документальном фильме «Не совсем Голливуд: Потрясающая, нераскрытая история австралийского эксплуатационного кино».

## Сюжет
Супружеская пара, Питер и Марсия, переживающая кризис в отношениях, решает на выходных съездить отдохнуть на пустынном пляже на берегу моря. Хотя по карте пляж находится не так далеко от шоссе, они долго кружат по зарослям, прежде чем решают остановиться из-за наступившей темноты. В результате пляж оказывается неподалёку. Ночью из темноты доносятся пугающие пару крики и шорохи.
Оба супруга неуважительно относятся к природе: Питер бросает окурки, пытается срубить эвкалипт без особой нужды, Марсия поливает средством против насекомых муравьёв, которые ползают по столику. Питер взял с собой ружьё для охоты и подводное ружьё, при этом, когда он кладёт подводное ружьё, ставя его на предохранитель, оно внезапно стреляет, едва не попадая в Марсию. Когда Питер купается в море, Марсия видит приближающееся к нему тёмное пятно и кричит Питеру, чтобы он выходил. Во время прогулки по берегу Питер видит вдали автомобиль других отдыхающих, также приехавших на пляж.
Постепенно нарастает как отчуждение между супругами, так и сопротивление их пребыванию на пляже со стороны природы. Как выясняется, Марсия не может прийти в себя после недавнего аборта, причём ребёнок был не от Питера. На Питера внезапно налетает орёл, царапая и клюя его. Разозлённая Марсия бросает в дерево и разбивает орлиное яйцо, которое она нашла на земле. Когда в море в очередной раз появляется тёмное пятно, Питер расстреливает его из ружья, и позже они с Марсией обнаруживают на берегу труп дюгоня. Ночью Питер замечает на их столике поссума и пытается поймать его, но поссум впивается ему в кисть. Теперь уже Питер, ранее не желавший слышать просьбы Марсии об отъезде, решает наутро уехать из этого места.
Утром Питер предлагает сначала съездить посмотреть на то, как устроилась другая семья отдыхающих. Они едут туда, но видят, что палатка пуста, а машина съехала в море, и в ней находятся трупы людей. На обратном пути супруги замечают, что дюгонь прополз по берегу большое расстояние, хотя выглядит мёртвым. Марсия предлагает сейчас же уезжать, но пропала собака Питера, и он собирается искать её. Марсия уезжает, оттолкнув Питера. Наступает темнота, и Марсия, долго покружив по зарослям, врезается в кусты с паутиной и в ужасе выбегает из машины. Питер находит собаку и пытается заснуть у костра, однако крики зверей вокруг него пугают его. Слыша приближающиеся крики и топот, он стреляет из подводного ружья. Утром он видит труп Марсии, убитой гарпуном. Питер идёт пешком через заросли и находит машину. Он возвращается, чтобы забрать тело жены, и видит, что труп дюгоня приблизился к палатке. Питер обливает его бензином и поджигает. Затем он долго едет по зарослям, но не может найти выезда на дорогу. Наконец, у него кончается бензин, он выходит из машины и бежит, наконец-то достигая шоссе, где как раз проезжает фура. В этот момент в кабину фуры залетает птица, нападая на водителя, и тот теряет управление машиной, которая сбивает Питера.

## В ролях
- Джон Харгривз — Питер
- Брайони Бехетс — Марсия

## Награды
- 1978 год: Кинофестиваль в Сиджесе — Приз лучшему актёру (Джон Харгривз)[2]
- 1978 год: Кинофестиваль в Париже — Специальный приз жюри
- 1979 год: Кинофестиваль в Авориазе — Приз Antennae II (разделил с фильмом «Вторжение похитителей тел»)

## Ремейк
В 2008 году был снят одноимённый ремейк фильма. Новый фильм с участием Джеймса Кэвизела и Клодии Кэрван получил чрезвычайно низкие оценки критиков и зрителей: так, на Rotten Tomatoes его уровень одобрения составил 0% (для сравнения, уровень одобрения фильма 1978 года составляет 88%).